# Havana D’Primera
Havana D’Primera — кубинская тимба-группа, основанная Александром Абреу в 2008 году. Группа была сформирована коллективом ведущих музыкантов кубинской музыкальной сцены, насчитывающим в общей сложности 17 участников. С момента своего создания они добились международного успеха и даже выступали для Бейонсе и Jay-Z, когда пара посетила Гавану в 2013 году. Руководитель группы и главный автор песен Абреу, артист, удостоенный латинской премии Грэмми , был отмечен за его «высокие достижения» и его утонченный мелодичный голос, опытный музыкант, который сделал карьеру, объединив ритмы сальсы, джаза, фанка и афро-кубинские мотивы".
С момента своего основания группа выпустила четыре студийных альбома и один концертный альбом. После выпуска дебютного альбома Haciendo Historia на EGREM в 2009 году их первый релиз на лейбле Páfata Productions — Pasaporte 2012 года — был встречен положительными отзывами международной прессы и признан слушателями NPR одним из лучших латинских альтернативных альбомов года.
С тех пор они последовали за успехом Pasaporte и выпустили ещё три альбома, все выпущенные через Páfata Productions. La vuelta al Mundo была выпущена в 2015 году и была номинирована на премию «Лучший сальса-альбом» на Latin Grammy. Концертный альбом Haciendo Historia Live вышел в 2016 году перед Cantor del Pueblo в начале 2018 года. Позже в том же году Cantor del Pueblo дал группе вторую номинацию на латинскую премию «Грэмми» в категории «Лучший сальса альбом».